# Paid in Full (álbum)
Paid in Full é o álbum de estúdio de estreia do duo de hip hop, Eric B. & Rakim, lançado em 7 de Julho de 1987 pela 4th & B’Way Records. O álbum foi gravado nos estúdios da Power Play Studios em Nova York.
O álbum chegou à posição 58 nas paradas da Billboard e dele saíram cinco singles: "Eric B. Is President", "I Ain’t No Joke", "I Know You Got Soul", "Move the Crowd", e "Paid in Full".
Paid In Full é considerado como um álbum de referência na "era de ouro" do hip hop, um marco na história deste género musical. Rakim com o uso de rimas internas, elevou a fasquia da lírica no género e serviu como base para futuros rappers. Os pesados samples de Eric B. tornaram-se bastantes influentes na produção de hip hop. Em 2003 o álbum apareceu na posição 227 da revista Rolling Stone na lista dos 500 melhores álbuns de sempre. A MTV listou-o como o melhor álbum de sempre de hip hop.

## Faixas
Todas as faixas foram escritas e produzidas por Eric B. & Rakim.
| #  | Título                  | Samples | Duração |
| -- | ----------------------- | --- | ------- |
| 1  | "I Ain't No Joke"       | - "Pass the Peas" por The J.B.'s - "Theme from the Planets" (bateria) por Dexter Wansel | 3:54    |
| 2  | "Eric B. Is on the Cut" | - "It's Great to Be Here" por The Jackson 5 - "I Think I'd Do It" by Z. Z. Hill | 3:48    |
| 3  | "My Melody"             | | 6:46    |
| 4  | "I Know You Got Soul"   | - "I Know You Got Soul" por Bobby Byrd - "You'll Like It Too" (bateria) por Funkadelic - "The Grunt" por The J.B.'s - "I Want You Back" por The Jackson 5 - "Got to Be Real" por Cheryl Lynn - "Pussyfooter" por Jackie Robinson - "Ain't Nobody" por Rufus - "Ashley's Roachclip" (trompete, bateria) por Soul Searchers - "Last Night Changed It All (I Really Had a Ball)" (bateria) por Esther Williams - "Greedy G" por Brentford All-Stars | 4:46    |
| 5  | "Move the Crowd"        | - "Say It Loud – I'm Black and I'm Proud" por James Brown - "Papa Don't Take No Mess" por James Brown - "Don't Tell It" por James Brown - "Action Speaks Louder than Words" por Chocolate Milk - "The Jam" (bateria) por Graham Central Station - "Impeach the President" (bateria) por Honey Drippers - "Pass the Peas" por The J.B.'s - "Hot Pants Road" por The J.B.'s - "N.T." (bateria) por Kool & the Gang - "Soul Power '74" por Maceo & the Macks - "Midnight Theme" (bateria) por Manzel - "I'm Gonna Love You Just a Little More, Babe" (bateria) por Barry White - "Sofistifunk" por Return to Forever - "Feel Good" por Fancy - "Tutti Frutti" por Little Richard - "Beat Bop" por Rammelzee & K Rob | 4:23    |
| 6  | "Paid in Full"          | - "Hot Pants" por James Brown - "We Want to Parrty, Parrty, Parrty" por Lyn Collins - "Don't Look Any Further" por Dennis Edwards - "When Boys Talk" por Indeep - "(Ooh I Love It) Love Break" por Salsoul Orchestra - "Love Break (Ooh I Love It)" por The Soul Children - "Ashley's Roachclip" (trompete, bateria) por Soul Searchers - "Change Le Beat" por B-Side & Fab Five Freddy - "Boogie Woogie" por Sound Dimension - "Im Nin'Alu" por Ofra Haza - "Train Sequence" por Geoffrey Sumner | 3:50    |
| 7  | "As the Rhyme Goes On"  | - "Change Le Beat" por B-Side & Fab Five Freddy - "Hold It, Now Hit It" pelos Beastie Boys | 4:00    |
| 8  | "Chinese Arithmetic"    | | 4:07    |
| 9  | "Eric B. Is President"  | - "Funky President (People It's Bad)" por James Brown - "The Champ" por The Mohawks - "Over Like a Fat Rat" por Fonda Rae - "Long Red" (bateria, voz) por Mountain | 5:15    |
| 10 | "Extended Beat"         | | 3:49    |

## Tabelas de Vendas
| Tabelas (1987)                        | Posição |
| ------------------------------------- | ------- |
| Reino Unido, Tabelas de Vendas        | 85      |
| Estados Unidos Billboard 200          | 58      |
| Estados Unidos Top R&B/Hip-Hop Álbuns | 8       |

## Curiosidades
A canção "I Known You Got Soul" fez parte da trilha sonora do jogo de vídeo game Grand Theft Auto: San Andreas, produzido pela Rockstar North.